# دختر جنجالی
دختر جذاب (به انگلیسی: The Hot Chick) فیلمی است محصول سال ۲۰۰۲ و به کارگردانی تام برادی است. در این فیلم بازیگرانی همچون راب اشنایدر، آنا فاریس، ریچل مک‌آدامز، متیو لارنس، اریک کریستین اولسن، رابرت داوی، لیلا کنزله، ملورا هاردین، مایکل اوکیف، الکساندرا هولدن، تامرا ماوری، تیا مائوری، سم دومیت، آنجی استون، مت واینبرگ، جودی لونگ، لی گارلیگتون، دیک گرگوری، اشلی سیمپسون، میشل برنچ و آدام سندلر ایفای نقش کرده‌اند.